# 양산초등학교 (충북)
양산초등학교는 대한민국 충청북도 영동군 양산면 가곡리에 있는 공립 초등학교이다.

## 학교 연혁
- 1910년 3월 25일 사립 조양학당으로 설립
- 1920년 2월 26일 조양공립보통학교 설립인가
- 1932년 6월 22일 양산공립보통학교 개칭
- 1938년 4월 1일 양산공립심상소학교 개칭
- 1941년 4월 1일 양산공립국민학교 개칭
- 1981년 3월 1일 병설유치원 개원
- 1989년 3월 1일 가선분교장 통폐합
- 1989년 3월 6일 학교 급식 실시
- 1994년 6월 1일 천태분교장 통폐합
- 1996년 3월 1일 양산초등학교로 개칭
- 2006년 2월 17일 도서관(비봉글샘터) 개관
- 2015년 9월 1일 제26대 송관영 교장 부임
- 2017년 2월 15일 제96회 졸업식(졸업생 총수 5,743명)

## 학교 상징
- 교화 - 철쭉 : 사랑, 즐거움
- 교목 - 섬잣나무 : 진취적 기상

## 소장 문화재
- 영동 이리사지 삼층석탑 (영동군의 향토유적 제26호)

## 참고 자료
- 양산초등학교 - 한국교육학술정보원 학교알리미